# Willie Deane
Willie Deane (* 23. Februar 1980 in Schenectady, New York State) ist ein ehemaliger US-amerikanischer Basketballspieler.

## Karriere

### College
Deane spielte während seiner Collegezeit von 1998 bis 2003 für zwei verschiedene Colleges. Er wurde 2003 für die Boilermakers der Purdue University in das First Team der fünf besten Spieler der Big Ten Conference in der NCAA gewählt.

### Profi
Nachdem Deane bei dem NBA-Draft 2003 nicht ausgewählt worden war, wechselte er nach Europa und spielte die ersten Jahre bei verschiedenen Vereinen in Griechenland, Türkei und Russland. Mit dem Wechsel nach Bulgarien zu Akademik Sofia 2007 begannen seine Erfolge. Er wurde drei Mal in Folge bulgarischer Meister und 2009 Pokalsieger. Im Mai 2010 nahm er neben der amerikanischen die bulgarische Staatsbürgerschaft an.
Zur Saison 2010/11 wechselte er nach Frankreich zu SLUC Nancy Basket und gewann mit SLUC 2011 die französische Meisterschaft. Anschließend wechselte er in die Ukraine und spielte zunächst in Odessa und anschließend, nach einem Zwischenengagement bei CB Estudiantes in Spanien für Chimik Juschne. Mit Chimik erreichte er 2013 das Viertelfinale in der EuroChallenge. Im Laufe der Saison 2013/14 unterschrieb Deane einen Vertrag bei Krasny Oktjabr Wolgograd in der VTB-UL. Hier wurde er im März 2014 zum MVP des Monats gewählt. Ein weiterer Vereinswechsel folgte im Mai desselben Jahres, mit Olimpia Milano gewann Deane die italienische Meisterschaft, wobei er selbst nur zu einem Kurzeinsatz kam. In der folgenden Saison spielte Deane zunächst weiter in Italien für den Traditionsverein und früheren Europapokalsieger aus Varese, bevor er im Februar 2015 nach Wolgograd zu Krasny Oktjabr zurückkehrte.
Nach dem Saisonende verließ Deane Wolgograd erneut und er spielte zur Saison 2015/16 wieder in der französischen LNB Pro A für Saint-Thomas Basket aus Le Havre. Mit dieser Mannschaft hatte er jedoch keinen besonderen Erfolg und so trennte er sich vom Tabellenletzten bereits im März 2016. Das Ende der Saison spielte er für den lettischen Vizemeister aus Ventspils, der jedoch bereits in der Play-off-Halbfinalserie am Titelverteidiger VEF Riga scheiterte.

## Erfolge und Auszeichnungen
- Italienischer Meister 2014
- Französischer Meister 2011
- Bulgarischer Meister 2008, 2009, 2010
- Bulgarischer Pokalsieger 2008
- MVP des Monats März 2014 in der VTB-UL